# Castillo de la Vidigueira (Évora)
El Castillo de Vidigueira, también llamado Torre de Vidigueiras, en el Alentejo, está situado en la parroquia, pueblo y municipio de Reguengos de Monsaraz, en el distrito de Évora, Portugal.
Al igual que la Torre del Esporão, es un ejemplo de la arquitectura militar alentejana de la época, ya que su construcción está relacionada con cuestiones de afirmación social. Muchas familias nobles en ascenso hicieron que sus terratenientes o las ciudades en las que vivían construyeran torres que servían como residencia o lugar de pernoctación, con el fin de resaltar el prestigio de su linaje y su nueva condición social.
Este edificio es también una torre, adaptada a la casa solariega alrededor del siglo XVI. El primitivo edificio, de planta cuadrada, se le añadió un pabellón y se remodeló al gusto romántico.
Está clasificada como Propiedad de Interés Público por Decreto publicado el 18 de julio de 1957.